# Максимов, Фёдор Максимович (член ГД)
Фёдор (Федот) Макси́мович Макси́мов (1867 — ?) — член I Государственной думы от Псковской губернии, крестьянин.

## Биография
Православный, крестьянин деревни Липицы Опочецкого уезда.
Получил начальное образование. 17 лет пробыл на военной службе, из них 12 — в звании фельдфебеля. Участвовал в русско-японской войне, был награждён Георгиевским крестом и произведен в зауряд-прапорщики. Выйдя в отставку, занимался земледелием (5½ десятин).
В 1906 году был избран в I Государственную думу от общего состава выборщиков Псковского губернского избирательного собрания. Входил в Трудовую группу. Выступал по вопросу об амнистии.
Дальнейшая судьба неизвестна.